# Senoussi Fourloul
Senoussi Fourloul (en arabe : سنوسي فرلول) est un footballeur algérien né le 15 mars 1991 à Mostaganem. Il évolue au poste d'arrière droit à l'ASM Oran.

## Biographie
Il évolue en première division algérienne avec les clubs du DRB Tadjenanet et du MC Oran. Il dispute 96 matchs en inscrivant trois buts.